# Samru Begam
Samru o Sumru Begam (1746? - 27 de gener de 1836) fou sobirana de Sardhana, esposa i successora de l'aventurer Walter Reinhardt, conegut com a Samru o Sombre, botxí de professió, nadiu de Luxemburg o d'algun altre lloc d'Europa occidental.
Reinhardt, que havia anat a l'Índia com a soldat de l'exèrcit francès, va desertar, es posà al servei dels britànics, i va arribar a sergent. Altre cop va desertar i va tornar al servei dels francesos a Chandernagor; quan aquest establiment es va rendir, va acompanyar Edward Law, que n'esdevindria governador general, en els seus moviments per l'Índia del 1757 al 1760; en aquest any, Law es va posar al servei de Shah Alam a Bengala i va restar amb l'emperador fins a la seva derrota a Gaya (1760) a mans del coronel Carnac, quan tractava de recuperar Bengala de mans del nawab. Reinhardt va entrar llavors al servei de Mir Kasim, que el va utilitzar per a matar els presoners anglesos a Patna l'octubre de 1763. Poc després, es va haver d'escapar cap a Oudh i va entrar al servei de diversos prínceps natius, fins que el 1777 va entrar al servei de Mirza Najf Khan, general i ministre de Shah Alam II i va rebre la pargana de Sardhana en feu, com a assignació pel manteniment dels seus batallons.
Va morir aquí l'any següent (1778) i el va succeir la seva vídua, Samru Begam, que va continuar mantenint activa la força militar. Begum Sumru era filla il·legítima d'un indi musulmà d'ascendència àrab, i ja s'havia aparellat amb Reinhardt abans d'esdevenir la seva esposa. Va agafar la direcció de l'estat i la direcció de les tropes formades per 5 batallons de sipais i 300 oficials europeus incloent artillers, a més d'una cinquantena canons i un cos irregular de cavalleria. El 1781 va ser batejada com a catòlica amb el nom de Joana. El 1788, va ajudar l'emperador mogol en la Batalla de Gokalgarh, on amb una càrrega de les forces de Sardhana dirigides per la begum i per l'aventurer irlandès George Thomas, va decidir el resultat del combat.
El 1792, la begum es va casar amb Levassoult, un francès que comandava l'artilleria de Sardhana. El 1795, els seus oficials europeus li van retirar el suport i un fill il·legítim de Reinhardt, de nom Zafaryab Khan, se'n va posar al front, i la begum i el seu marit van haver de fugir; en la fugida, el palanquí en què anava fou atrapat pels perseguidors i es va clavar un punyal per evitar caure en mans dels enemics; Levassoult es va disparar a si mateix d'acord amb el pacte que havien fet que si l'un moria l'altre se suïcidaria. Però la begum només estava ferida, es va recuperar i fou portada a Sardhana; una versió diu que tot fou una maniobra de la begum per desfer-se del seu marit.
El poder, mentrestant, havia passat a Zafaryab Khan, que la va tractar amb gran indignitat, però al cap d'uns mesos el general George Thomas, que ja havia estat al seu servei, la va restaurar en el poder. Llavors, va conservar el principat de Sardhana sense problemes. El 1803, es va sotmetre als britànics, que havien conquerit el Doab Superior, i en endavant es va distingir per la seva lleialtat; les seves possessions abraçaven Sardhana, Baraut, Barnawa, i Dankaur, entre d'altres, i els ingressos de l'estat eren de 56.721 lliures per any. Va mantenir un exèrcit considerable i va tenir residències personals a Khirwa, Jalalpur, Meerut i Delhi, a més del seu palau a Sardhana. Va donar grans quantitats a les esglésies catòliques de Madras, Calcuta, Agra i Bombai, a la catedral de Sardhana (fundada el 1822) i a altres institucions catòliques del principat.
Va morir el 27 de gener de 1836 amb 90 anys. El principat va passar als britànics per manca d'hereu directe, però la fortuna personal va passar a David Ochterlony Dyce-Sombre, fill d'una filla de Zafaryab Khan i del marit d'aquesta, Dyce, agent europeu de la begum. A la mort de David el 1851, la fortuna va passar després d'un llarg plet a la seva esposa, filla del comte de Sanint Vicent (després coneguda com a Lady Forrester).